# Downtown Dallas
Downtown Dallas é o centro financeiro distrital (CBD) de Dallas, Texas, nos Estados Unidos. Localizado no centro geográfico da cidade de Dallas.  A área denominada "Downtown" tem sido tradicionalmente delimitada pelas curvas das rodovias: a leste pela I-345 (embora conhecida como o término da rodovia norte I-45 e o término ao sul da rodovia nacional americana, a US 75 (Central Expressway), a oeste pela I-35E, a sul pela I-30 e a norte pela Spur 366 (Woodall Rodgers Freeway). As milhas quadradas, população e densidade na tabela adjacente representam os dados para esta definição tradicional.

## Governo e infraestrutura

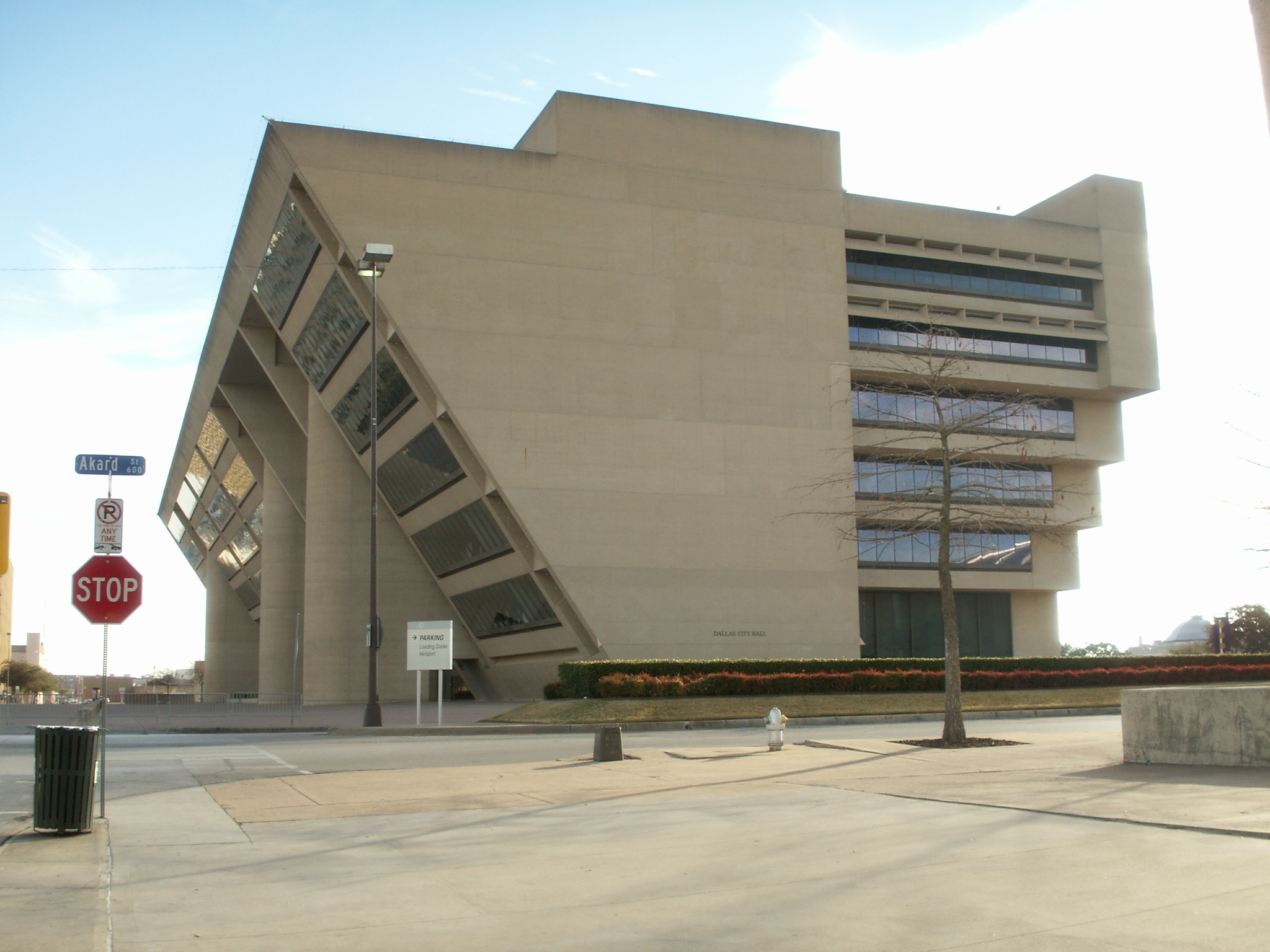
Prefeitura de Dallas

Prefeitura de Dallas está localizada no centro de Dallas.
O Tribunal do Quinto Distrito do Texas está localizado na rua George L. Allen, edifício Sr. Courts.
O Serviço Postal dos Estados Unidos opera o Downtown Dallas Post, na rua North Ervay, na altura 400.
A biblioteca J. Erik Jonsson, é uma biblioteca central, a maior e a principal biblioteca do sistema público de biblioteca de Dallas, está localizada também no centro da cidade.